# Bernard Mitton
Bernard Mitton (Vryburg, 9 novembre 1954 – 5 maggio 2017) è stato un tennista sudafricano.

## Carriera
In carriera ha vinto 2 titoli in singolare e 9 titoli di doppio. Nei tornei del Grande Slam ha ottenuto il suo miglior risultato raggiungendo le semifinali di doppio agli Australian Open nel 1982, in coppia con l'americano Tim Gullikson.
In Coppa Davis ha giocato 9 partite, vincendone 2 e perdendone 7.

## Statistiche

### Singolare

#### Vittorie (2)
| Numero | Anno | Torneo                                     | Superficie | Avversario in finale | Punteggio     |
| 1.     | 1978 | Hall of Fame Tennis Championships, Newport | Erba       | John James           | 6-1, 3-6, 7-6 |
| 2.     | 1979 | Costarica Open, San Jose                   | Cemento    | Tom Gorman           | 6-4 6-1 6-3   |

### Doppio

#### Vittorie (9)
| Numero | Anno | Torneo                            | Superficie | Compagno        | Avversari in finale               | Punteggio     |
| 1.     | 1979 | Heineken Open, Auckland           | Cemento    | Kim Warwick     | Andrew Jarrett Jonathan Smith     | 6-3, 2-6, 6-3 |
| 2.     | 1980 | Stowe Open, Stowe                 | Cemento    | Robert Lutz     | Ilie Năstase Ferdi Taygan         | 6–4, 6–3      |
| 3.     | 1980 | Cologne Grand Prix, Colonia       | Cemento    | Andrew Pattison | Jan Kodeš Tomáš Šmíd              | 6–4, 6–1      |
| 4.     | 1981 | Richmond WCT, Richmond            | Sintetico  | Tim Gullikson   | Brian Gottfried Raúl Ramírez      | 3–6, 6–2, 6–3 |
| 5.     | 1981 | Tampa Open, Tampa                 | Cemento    | Butch Walts     | David Carter Paul Kronk           | 6–3, 3–6, 6–1 |
| 6.     | 1981 | Johannesburg Indoor, Johannesburg | Cemento    | Raymond Moore   | Shlomo Glickstein David Schneider | 7-5, 3-6, 6-1 |
| 7.     | 1982 | Columbus Open, Columbus           | Cemento    | Tim Gullikson   | Victor Amaya Hank Pfister         | 4–6, 6–1, 6–4 |
| 8.     | 1983 | Ferrara Open, Ferrara             | Sintetico  | Butch Walts     | Stanislav Birner Stefan Simonsson | 7-6, 0-6, 6-3 |
| 9.     | 1984 | Congoleum Classic, La Quinta      | Cemento    | Butch Walts     | Scott Davis Ferdi Taygan          | 4–6, 6–4, 7–6 |